# Pavane pour une infante défunte
Pavane pour une infante défunte (Pavana per una principessa defunta) è una composizione per pianoforte di Maurice Ravel del 1899. È stata orchestrata dallo stesso autore nel 1910.

## Storia
La Pavane è stata scritta da Ravel, studente presso il Conservatorio di Parigi, all'età di 24 anni, nel 1899, come omaggio alla Principessa di Polignac il cui salotto egli frequentava assiduamente..
Il titolo si riferisce all'idea di Ravel di descrivere "una pavana che una piccola principessa (una infanta) può aver ballato in tempi passati presso la corte spagnola" e non "la deplorazione funebre di un'infanta appena morta". L'eco della Pavana arrivava a Ravel da lontano, tramite la mediazione dei virginalisti John Dowland e Thomas Morley; la pavana è infatti una danza tipica del rinascimento e che ebbe il suo periodo di splendore fra il XVI e il XVII secolo. A questo si univa l'attrazione per un certo "esotismo" rivolto alla Spagna che ispirò non solo Ravel, ma molti altri musicisti da Camille Saint-Saëns a Claude Debussy. Inoltre è anche ipotizzabile il collegamento con l'eredità spagnola dell'autore, che aveva origini basche da parte della madre. In seguito Ravel scriverà altri brani tratti da reminiscenze di vita spagnola, quali L'Heure espagnole, l'Alborada del Gracioso, la Rapsodie espagnole e il Bolero.
Non fu uno dei pezzi più amati dallo stesso compositore che fu autocritico soprattutto per la grande semplicità compositiva della sua opera; il brano invece ebbe da subito grandi apprezzamenti da parte del pubblico, in particolare nella versione orchestrale del 1910. Si ispira alla semplicità tardo romantica di Emmanuel Chabrier e alla rinata passione per la musica ispanica condivisa con alcuni grandi autori suoi contemporanei e sicuramente influenzata da autori spagnoli come Isaac Albéniz e Manuel de Falla. La scelta di questa danza (fra le decine di danze rinascimentali conosciute) non è casuale: l'insegnante di composizione di Ravel all'epoca fu Gabriel Fauré che nel 1887 aveva scritto una pavana per orchestra (op.50) diventata celebre in tutto il mondo.

## Caratteristiche
La struttura e l'armonia del brano sono molto semplici, e Ravel lo sottolineò dicendo che era scritta in una "forma molto povera", "inconcludente e convenzionale. Lo schema può essere ricondotto ad una forma ABACA dove il B e il C riprendono uno stesso tema leggermente modificato. In questo risiede il suo collegamento con l'arcaica pavana. La tonalità è di Sol maggiore, ma si tratta di una tonalità cosiddetta "sporca", tipica dell'impressionismo e del primo Novecento.
Per quanto riguarda la versione orchestrale, il tema (quello segnalato con il nome di A) è affidato alla calda tonalità timbrica del corno, sostenuto dal pizzicato degli archi e da leggere armonie dei fagotti. Il B invece è di competenza dell'oboe in due registri diversi. Seguono le melodie arrangiate degli archi e l'intervento degli altri fiati. Il flauto riprende il tema A seguito dall'oboe, in un'ampia dispiegazione di dolci sonorità; l'ultima volta il tema è suonato dagli archi che, partendo da un pianissimo raggiungono un fortissimo.
La decisione di assegnare al corno il tema principale ad inizio brano non è una scelta casuale: molto probabilmente la sua scelta è stata influenzata dalla tradizione del conservatorio parigino che non insegnava il corno a valvole, ma il corno a mano, strumento oggi caduto in disuso presso le grandi orchestre, e che possiede una particolare tecnica e un suono molto caratteristico.

## Pubblicazione e dedica
La versione originale per pianoforte venne eseguita da Ricardo Viñes il 5 aprile 1902 presso la Salle Pleyel di Parigi e fu il secondo brano di Ravel in assoluto ad essere pubblicato. È dedicato alla principessa De Polignac, grande mecenate ed amica intima del compositore. La versione orchestrale è stata eseguita per la prima volta il giorno di Natale del 1912 presso la Società dei Concerti Hasselmans di Parigi, con un'orchestra diretta dal compositore Alfredo Casella.

## Altre versioni
Un'altra versione del brano, diventata celebre nel corso degli anni, è chiamata The Lamp Is Low, uno standard jazz con parole di Mitchell Parish; il brano è stato interpretato da Chet Baker nell'album Chet Baker Quartet (1953), da Frank Sinatra con l'orchestra di Tommy Dorsey e da Ella Fitzgerald nell'album 30 by Ella (1968). Il brano entrò nell'Hit Parade statunitense nel 1939 e ci rimase 9 settimane, in seguito ad una registrazione di Mildred Bailey per la Vocalion Records.

## Curiosità
Fu eseguita ai funerali di Marcel Proust sull'organo della chiesa di Saint-Pierre-de-Chaillot a Parigi. Al cinema è presente nel cortometraggio del regista statunitense Wes Anderson Hotel Chevalier, eseguita da Pascal Rogé; nel film Birdman (2014), dove un breve frammento del brano fa parte della colonna sonora; nel film Il cavaliere oscuro - Il ritorno, dove è la musica su cui ballano Bruce Wayne e Catwoman nella scena del ricevimento di gala. Ed è presente anche nel film Colpire al cuore di Gianni Amelio.